# Sinti (antično pleme)
Sinti (grško Σίντιες, dob. 'razbojniki, plenilci', iz   ςιντείσ, sinteis 'uničujoč') je starogrško poimenovanje za pirate in roparje, ki so poseljevali Sintiko in otok Lemnos, ki se je v antiki tudi imenoval 'Sinteis'. 'Sinti' je lahko tudi poimenovanje za Tračane.
Sintijci so častili Hefajsta. Homer jih je v Iliadi omenjal kot ljudstvo, ki je skrbelo za Hefajsta na Lemnosu, potem ko so ga hromega spustili na zemljo; v Odiseji nastopajo Sintijci 'divjega govora' ([ἀγριόφωνοι] Napaka: {{Jezik-xx}}: neveljaven parameter: |labels= (pomoč)), po Homerjevemu izročilu naj bi bili ti Sintijci zaradi nerazumljivega govora nehelenskega izvora. Analiza Iliade pravi, da ker Sinti nimajo neposrednega religioznega konteksta (bogov nič ne prosijo), bi lahko sumili, da so bili oni tisti, ki so v nekem predhomerskem mitu rešili boga." Leta 2002 so ob vznožju ugaslega vulkana blizu Rupite v Bolgariji po naključju odkrili Heraklejo Sintiko.